# Zhelestidae
Zhelestidae — викопна родина плацентарних ссавців, що існувала протягом крейдового періоду. Скам'янілі рештки представників родини знаходять у Північній Америці та Євразії. 

## Систематика
Спершу Zhelestidae вважалися предками сучасних парнокопитних. Однак подальші дослідження виявили архаїчні риси в будові їхньої зубної системи та наявність сумчастих кісток, характерних тільки для неплацентарних ссавців. В результаті, зараз Zhelestidae вважаються однією з побічних гілок розвитку еутеріїв, яка пережила бурхливий розквіт наприкінці мезозойської ери, але потім безслідно зникла, не залишивши прямих нащадків.

## Роди
- ?Alostera
- Aspanlestes
- Avitotherium
- ?Azilestes
- Borisodon
- Eoungulatum
- Eozhelestes
- Gallolestes
- ?Khuduklestes
- ?Mistralestes
- ?Oxlestes
- ?Paranyctoides
- Parazhelestes
- Sheikhdzheilia
- Sorlestes
- Zhalmousia
- Zhelestes
- Lainodontinae
  - Labes
  - Lainodon
  -  ?Valentinella

Рід Paranyctoides вважається сестринським таксоном до родини Zhelestidae.